# Milena Marković
Milena Marković, cyr. Милена Марковић (ur. 9 kwietnia 1974 w Zemunie) – serbska poetka, dramatopisarka i scenarzystka.

## Życiorys
Córka scenarzysty Jovana Markovicia. W 1998 ukończyła studia na wydziale dramatu Uniwersytetu Sztuk Pięknych w Belgradzie. Pracuje na stanowisku profesora w macierzystej uczelni. W 2024 została przyjęta w poczet członków Serbskiej Akademii Nauk i Sztuk. Zasiadała w jury festiwalu teatralnego BITEF w Belgradzie.

## Twórczość
Dorobek twórczy Mileny Marković obejmuje 7 tomów poezji, 12 scenariuszy filmowych i kilkanaście sztuk teatralnych. Sztuki Marković wystawiano w Belgradzie, Wiedniu, Nantes i w Zurychu. W maju 2003 dramat Tory został wystawiony na deskach Teatru Polskiego w Poznaniu, w reż. Rafała Sabary, a w 2011 sztukę Statek dla lalek wystawił krakowski teatr Barakah (reż. Ana Nowicka).

## Publikacje

### Poezja
- 2001: Пас који је појео сунце
- 2003: Истина има терање
- 2007: Црна кашика
- 2009: Птичје око на тараби
- 2011: Пре него што све почне да се врти
- 2014: Песме за живе и мртве
- 2021: Деца

## Scenariusze filmowe
- 2006: Сутра ујутру
- 2009: На терапији
- 2010: Бели, бели свет
- 2011: Сестре
- 2015: Отаџбина
- 2018: Павиљони
- 2018: Деца радости
- 2020: Жив човек
- 2021: Нечиста крв: Грех предака
- 2021: Нечиста крв
- 2025: Луда година

## Tłumaczenia na język polski
- 2011: Statek dla lalek, tł. Agnieszka Cielesta, [w:] Serbska ruletka. Dramat serbski po 1995 roku, tom 2, Katowice 2011, s. 71-120.
- 2011: Świetlisty las, tł. Dorota Jovanka Ćirlić, Postpolityczność: antologia nowego dramatu serbskiego, Kraków 2011, s. 78-107.
- 2014: Smokobójcy: kabaret bohaterski, tł. Dorota Jovanka Ćirlić, Dialog: miesięcznik poświęcony dramaturgii współczesnej,R. 59, nr 11 (2014), s. 132-173.
- 2019: Dzieci radości, tł. Dorota Jovanka Ćirlić, Dialog: miesięcznik poświęcony dramaturgii współczesnej R. 64, nr 1 (2019), s. 161-206

## Nagrody i wyróżnienia
Laureatka Nagrody ufundowanej przez Theater mbHZ z Wiednia za sztukę Pavijoni (2001). W styczniu 2022 odebrała prestiżową Nagrodę NIN za tomik poezji Деца.